# Konus
Ein Konus (Mehrzahl: die Konusse und Konen; von lateinisch conus Kegel, vgl. altgriechisch κῶνος kōnos Kegel) ist ein technisches Bauteil mit der Form eines Kegels oder Kegelstumpfes. Es dient zur zentrischen Verbindung zweier Werkstücke.
Die Veränderung des Durchmessers bei einem Konus bezeichnet man als Konizität.

## Anwendungen (Beispiele)

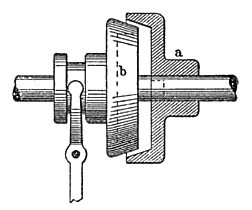
Funktionsprinzip der Kegelkupplung; b) bezeichnet den Konus

- Als Bestandteil einer Kegelkupplung, einer kraftschlüssigen Kupplung mit konusförmiger Klemmnabe, durch die der Kraftschluss hergestellt wird, etwa die Synchronisierung und Kupplung bei der Kraftübertragung in Kraftfahrzeugen.
- Bei Werkzeugmaschinen haben Bohrer oder Fräser häufig den Morsekegel. Dieser ist selbsthemmend und erlaubt das bequeme, zentrisch exakte Einspannen. Beim Entfernen wird ein Austreibkeil verwendet.
- Konenlager bei Fahrrädern[2] und anderen Fahrzeugen, etwa in Radnaben, Tretlagern und im Lenkkopf. (Dabei handelt es sich jedoch nicht immer um Konen, sondern häufig um Bauteile mit einer Nut, dennoch werden derartige Lager oft als Konuslager bezeichnet.)
- Die Reduzierung als ein kegelförmiges Übergangsstück zwischen zwei Abschnitten einer Rohrleitung mit unterschiedlichen Nennweiten.
- Beim Fahrrad zur Aufspreizung des Bremsmantels einer Rücktrittbremse und zur Fixierung des Lenkerschafts im Gabelrohr.
- Bei einem Lautsprecher kann die Membran konusförmig ausgeführt sein (Konuslautsprecher).
- Konusförmiges Prüfmittel zum Messen von Innendurchmessern: Der Konus wird mit einer vorgeschriebenen Kraft in die Bohrung gedrückt. Aus der Eindringtiefe kann der Innendurchmesser der Bohrung bestimmt werden. Etwa auch beim Goldschmied für Fingerringe.
- Schienenfahrzeuge erhalten konische Laufprofile, die den Radsatz in der Geraden zentrieren und im Bogen die Wegdifferenz (bogenaußen zu bogeninnen) ausgleichen. Dadurch wird eine weitestgehend makroschlupffreie Radsatzführung (kein Spurkranzanlauf) erreicht.
- Beim Drahtziehen wird der Draht kalt durch eine sich verjüngende (konische) Öffnung eines Ziehsteins gezogen. Er wird länger und dünner, ohne dass es zu Materialverlusten kommt.
- Runde, trichterförmige Einfüllstutzen bei Mischanlagen, Silos etc.
- In der Architektur werden Säulen, die sich nach oben verjüngen, als konisch bezeichnet.
- Bei einem Kontrollschacht wird das Verjüngungsrohr Konus oder Schachthals genannt.
- Große Nähgarnmengen für Overlock-Säummaschinen, industrielles Nähen oder voluminöse Wirkgarne werden auf Konen aus Karton oder Thermoplast von 11 bis 20 cm Höhe gespult. Konen aus Kunststoff werden durch kleine Zähnchen an der kegeligen Außenfläche rutschsicher gemacht, der Faden wird nach oben vom stehenden Konus abgezogen, wobei sich sein Drall geringfügig ändert.
- Die Trommel bei Betonmischfahrzeugen besteht aus mehreren zusammengeschweißten Konen.
- Kegelige Gewinde (Whitworth-Rohrgewinde) nach EN 10226 (alt DIN 2999) werden als „metallisch dichtend“ bezeichnet. Dabei wird ein zylindrisches Innengewinde „Rp…“, ein kegeliges bzw. konisches Außengewinde mit „R…“ bezeichnet, ein kegeliges bzw. konisches Innengewinde mit „Rc…“ bezeichnet. Der Nenndurchmesser des konischen Gewindes entspricht nach einigen Umdrehungen dem des zylindrischen Gegengewindes. Bei weiterem Anziehen verklemmen sich die Gewinde ineinander und wirken so metallisch dichtend.
- Das Ansatzstück einer medizinischen Spritze wird als Konus bezeichnet, obwohl es nicht immer kegelförmig ist, sondern beispielsweise beim Luer-Lock-System über ein Schraubgewinde verfügt.